# Bravsko polje
Bravsko polje je krško polje u Bosni i Hercegovini.
Nalazi se u zapadnoj Bosni, istočno od Bosanskog Petrovca. Površina Bravskog polja je 38 km2, dugo je 18 kilometara. U polju se nalaze brojne vrtače
 (tzv. boginjavi krš). Dno mu se nalazi na 790 metara nadmorske visine. Kroz Bravsko polje prolazi cesta od Bihaća prema Jajcu.
Srednjovjekovna župa Pset je uz Bravsko polje obuhvaćala i susjedna polja - Bjelajsko, Petrovačko i Medeno.

## Vanjske poveznice
|  | Zajednički poslužitelj ima još gradiva o temi Bravsko polje |